# Lakeland (Géorgie)
Pour les articles homonymes, voir Lakeland.
La ville américaine de Lakeland est le siège du comté de Lanier, dans l’État de Géorgie. Lors du recensement de 2000, sa population s’élevait à 2 730 habitants.

## Démographie
| 1910  | 1920 | 1930  | 1940  | 1950  | 1960  |
| ----- | ---- | ----- | ----- | ----- | ----- |
| 1 247 | 860  | 1 006 | 1 502 | 1 551 | 2 236 |

| 1970  | 1980  | 1990  | 2000  | 2010  | - |
| ----- | ----- | ----- | ----- | ----- | - |
| 2 569 | 2 647 | 2 467 | 2 730 | 3 366 | - |

## Source
- (en) Cet article est partiellement ou en totalité issu de l’article de Wikipédia en anglais intitulé « Lakeland, Georgia » (voir la liste des auteurs).